# Claudia Gerhardt
Claudia Gerhardt (* 18. Januar 1966) ist eine ehemalige deutsche Weitspringerin.
Bei den Leichtathletik-Halleneuropameisterschaften 1992 wurde sie Sechste. 1995 wurde sie ebenfalls Sechste bei den Leichtathletik-Hallenweltmeisterschaften in Barcelona und schied bei den Leichtathletik-Weltmeisterschaften in Göteborg im gleichen Jahr bereits in der Qualifikation aus.
1996 gewann sie Bronze bei den Halleneuropameisterschaften in Stockholm, 1998 wurde sie Achte bei den Halleneuropameisterschaften in Valencia.
Im Freien wurde sie 1996 Deutsche Vizemeisterin und 1996 Deutsche Meisterin, in der Halle 1991 Deutsche Vizemeisterin und 1996 sowie 1998 Deutsche Meisterin.
Claudia Gerhardt startete bis 1994 für den VfL Gladbeck, von 1995 bis 1996 für das LAZ Rhede und ab 1997 für den SC Bayer 05 Uerdingen.

## Persönliche Bestleistungen
- Freiluft: 6,82 m, 19. Juli 1996, Gladbeck
- Halle: 6,83 m, 9. Februar 1996, Dortmund